# Битка код Сланкамена
Битка код Сланкамена или Сланкаменичка битка је знаменита битка између Светог римског царства (Аустрија и Баден) и Османског царства из 1691. године којом је окончан Велики турски рат.
Тај рат је започет 1683. године османлијском провалом у Аустрију и неуспешним покушајем да се заузме Беч. У наставку савезничка војска ослобађа Угарску, осваја Србију и продире до Македоније, али се ратна срећа опет окреће и Турци заузимају Београд 1690. године. Томе следи сеоба Срба из крајева јужно од Саве и Дунава на север под патријархом Арсенијем III Чарнојевићем.
Велики рат одлучен је битком код Сланкамена 19. августа 1691. године у којој је аустро-немачка војска, под командом грофа Лудвига Вилхелма Баденског, потукла турску војску на брду Михаљевац, непосредно поред Сланкамена.

## Ток битке
Према проценама, царска војска је бројала 20-35 хиљада, а султанова 50-60 хиљада војника. Српска милиција од 10 хиљада војника (6.400 пешака и 3.600 лаких коњаника), а под командом подвојводе Јована Монастерлије, учествовала је у бици на аустријској страни.
Табор турске војске налазио се код Земуна, а аустро-немачке код Сланкамена. Турски командант Мустафа-паша Ћуприлић, велики везир, поучен од француских саветника, направио је финту и зашао Баденском иза леђа, док је истовремено турска дунавска флотила пресекла противникову линију снабдевања. Баденски је морао у напад. Постава хришћанске војске била је следећа: на десном крилу, а према турском логору на брду Михаљевац, Баденски је поставио готово целу артиљерију и 20 батаљона пешадије; у центру су се налазили Бранденбуржани и део коњице; на левом крилу, које је требало да задржава турску коњицу, налазила се мешавина пешадије и коњице.
Почетак битке био је неповољан по аустро-немачке снаге. Пешадија на десном крилу извела је напад на турски логор, али је тешко страдала од јаничарских испада из логора. Будући да се пешадија повукла, претио је распад аустро-немачког фронта под притиском спахијске коњице, која је покушавала да прошири место продора. Уз највеће напоре Баденског и Бранденбуржана у центру, фронт је одржан.
Да би убрзао напад на левом крилу, Баденски је наредио да коњица крене сама, без пешадије. Напад је на крају успео и турски редови су разбијени. Цела аустро-немачка војска устремила се на турски табор, који је тешко издржавао напад. И јаничари су тешко пострадали. Коњицу је лично предводио Баденски, а у том моменту у битку се укључио и Мустафа паша. Колапс турске стране настао је када је њена војска, желећи да помогне паши да пређе са центра на своје лево крило, престала да свира ратну музику. То је међу војницима схваћено као знак за повлачење и избила је општа паника.

## Исход и последице
Процењује се да је хришћанска војска изгубила 5-7 хиљада, а османлијска 20-25 хиљада војника. Погинуо је и Мустафа паша. Заплењена су 154 топа, 10 хиљада шатора, 5 хиљада коња, бројне камиле, турска ратна готовина итд.
Бици код Сланкамена следило је још неколико мањих борби, као што је битка код Сенте 1697, па онда Карловачки мир 1699, којим је Турска враћена из средње Европе на Балкан.
У част ове победе је 1892. године на вису изнад Сланкамена подигнут споменик висок 16 m. Том приликом певао је хор којим је дириговао Стеван Мокрањац, а на споменику су исписани стихови Змај Јове Јовановића „И хвала и слава јунацима врлим, падом уздигнутим смрћу неумрлим“.

## Галерија
- Споменик битке код Сланкамена
- Табла